# 少年探偵団 (1960年のテレビドラマ)
『少年探偵団』（しょうねんたんていだん）はフジテレビ系列で1960年11月3日から1963年9月26日にかけて放送されたテレビドラマである。木曜19:30～20:00に放映、全152話。提供は大正製薬、文明堂。モノクロ作品。

## 概要
日本テレビの『怪人二十面相』に続く少年探偵団の映像化で、日テレ版と同じく生放送形式で放映された。探偵団は小林少年以下、ケンちゃん、デブちゃん、ポケット小僧、野呂ちゃん、羽柴少年、マメ君、タカ子、マリ子、の九人で、題材は『妖怪博士』など原作の映像化にくわえて、『一寸法師』等乱歩の他の作品も取り入れられていた。主題歌はニッポン放送版ラジオドラマ、映画版でも使われた「少年探偵団の歌」（作詞：壇上文雄、作曲:白木治信）で上高田少年合唱団が担当した。
生放送であったために失敗も多く、団員役の子役が台詞に詰まると、共演者が「そうでしょ?」などアドリブでごまかして団員役の子役はただ相槌するだけのことがあったという。また、ある回において劇中に挿入される提供の文明堂の生CMで、出演者の一人が同社のキャッチコピーを、「電話は1番、カステラ2番」と読み間違えてしまい、間違えた当人はその回を最後に降板させられた。本作品はこれまでにDVD・ブルーレイなどのソフト化・再放送・オンデマンド配信はされていない。

## キャスト
- 明智小五郎 - 富田浩太郎（1～39話）、若柳敏三郎（40話～）[2]
- 小林少年 - 清水良太[2]
- 怪人二十面相 - 大平透[2]
- たか子[5] - 上田美由紀
- ケンちゃん[6] - 池田秀一
- 二瓶康一[2]
- ナレーション- 小林恭治[7]